# Туфо Варакани-Вердеска (Фрозиноне)
Туфо Варакани-Вердеска је насеље у Италији у округу Фрозиноне, региону Лацио.
Према процени из 2011. у насељу је живело 82 становника. Насеље се налази на надморској висини од 200 м.